# Українська авіаційна група
Українська авіаційна група — стратегічний альянс, який здійснює чартерні та регулярні авіаперевезення по Україні, країнах Європи, Азії та Північній Америці. Також члени авіаальянсу здійснюють розвиток аеропортів в Україні. УАГ була створена в 2007 році авіакомпаніями «Аеросвіт» і «Донбасаеро». У 2010 році до групи приєдналася «Дніпроавіа» та почала інтеграцію в альянс «Роза Вітрів».
Найбільшими акціонерами «Аеросвіту» є структури групи «Приват», підконтрольні Ігорю Коломойському, а також співголова наглядової ради «Аеросвіту» Григорій Гуртовий — за станом на 2010 рік у сумі вони володіли близько 52% акцій. Структурам Коломойського також належить «Дніпроавіа». Контрольний пакет «Донбасаеро» знаходиться у власності «Аеросвіту».

## Історія
Авіаальянс був створений у 2007 році. У групу увійшли тоді дві авіакомпанії: «Аеросвіт» і «Донбасаеро».
У 2010 році до групи приєдналася «Дніпроавіа». У вересні 2010 року під контроль структур Коломойського перейшла авіакомпанія «Роза Вітрів», після чого частка авіагрупи на ринку України стала оцінюватися в 60%.
З 2012 року внутрішні рейси авіакомпанії «Дніпроавіа» почав виконувати «Аеросвіт», тоді як «Дніпроавіа» продовжив працювати на цих маршрутах як код-шерінговий партнер. За такою ж схемою «Аеросвіт» працює і з «Донбасаеро».
У 2012 році авіакомпанії альянсу почали переживати боргову кризу. 27 грудня 2012 року компанія «Аеросвіт» подала до суду заяву про банкрутство, заявивши про наявність заборгованості перед кредиторами в розмірі 4 млрд 270,29 млн гривень. Представники «Донбасаеро» в грудні повідомляли, що компанія теж може оголосити про банкрутство в січні 2013 року.

## Ліврея

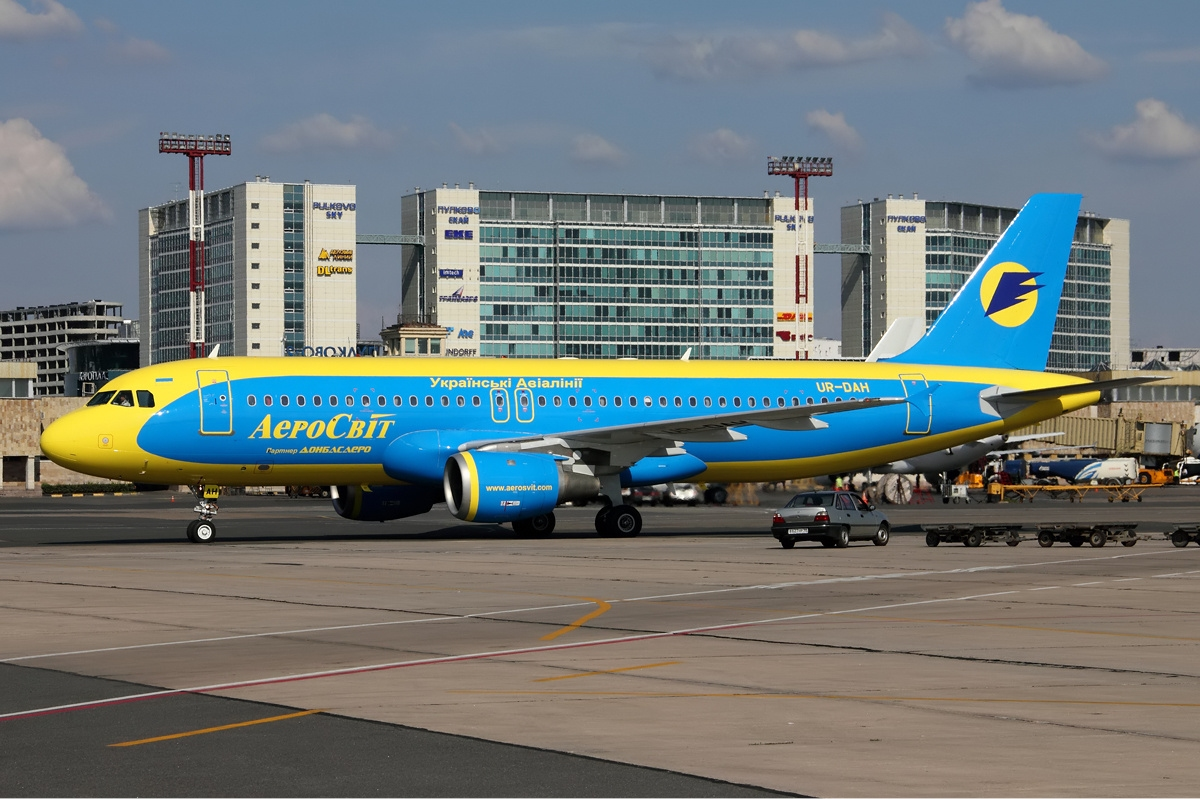
Airbus A320 авіакомпанії «Донбасаеро» в лівреї «Аеросвіту»

У 2011 році авіакомпанія «Аеросвіт» представила свою нову синьо-жовту ліврею, яка своєю геометрією фарбування символізує єдину приналежність авіакомпанії до авіаальянсу. Всі нові літаки, які були придбані авіакомпанією «Донбасаеро», були пофарбовані в кольори «Аеросвіту», але на фюзеляжі підписано, що «Аеросвіт» — партнер «Донбасаеро». Старі літаки «Донбасаеро» пофарбувала симетрично схоже, але замість синьо-жовтих кольорів «Аеросвіту» використовувала чорно-червоні. «Роза Вітрів» також пофарбувала два своїх Airbus 321 за симетрично схожою схемою, але використовувала свої кольори — зелено-оранжеві. Інші два Embraer 195 авіакомпанія перефарбувала в свої корпоративні кольори. «Дніпроавіа» поки що не міняла свою ліврею.

## Галерея

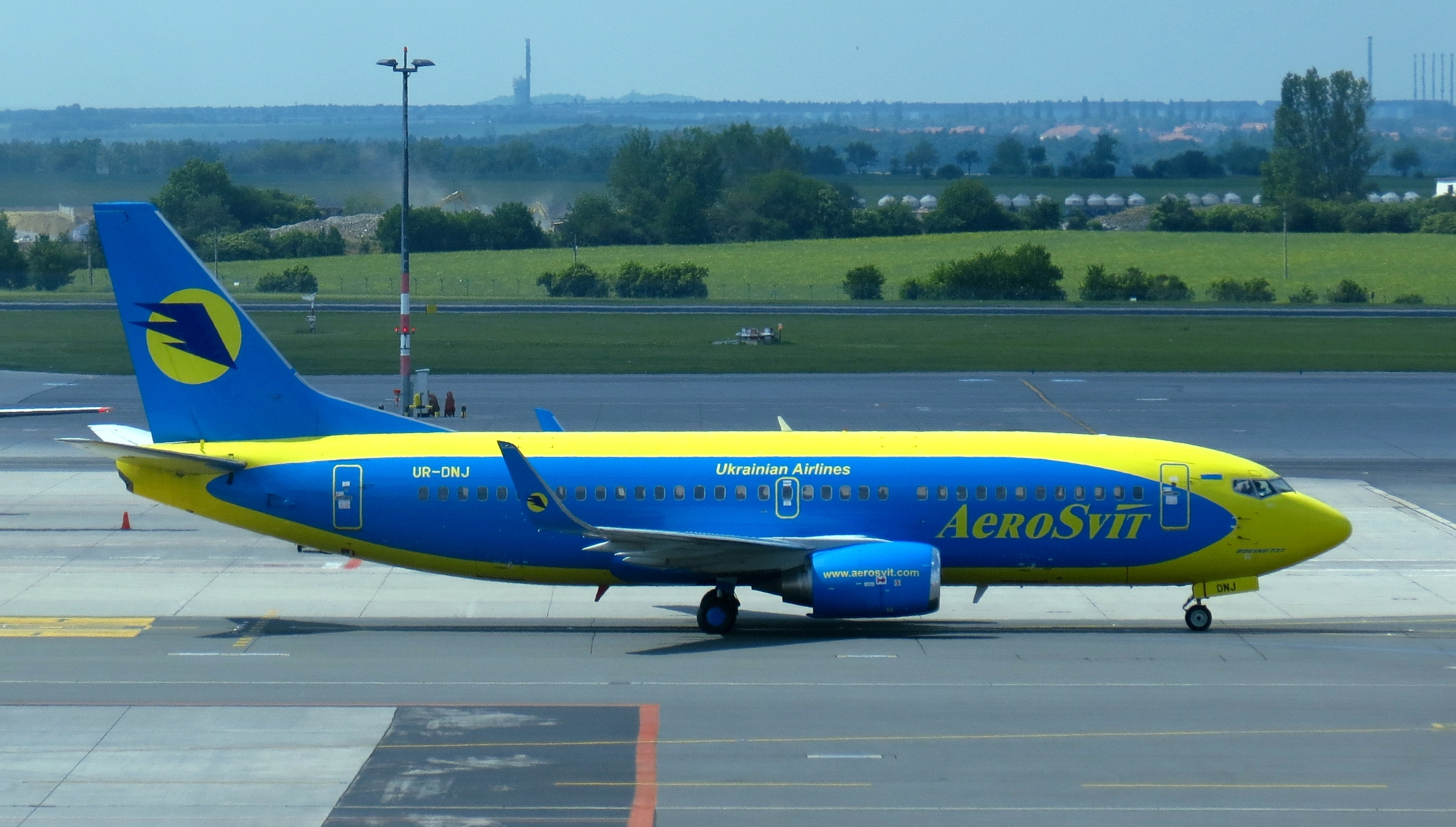
Boeing 737-300 (Аеросвіт)
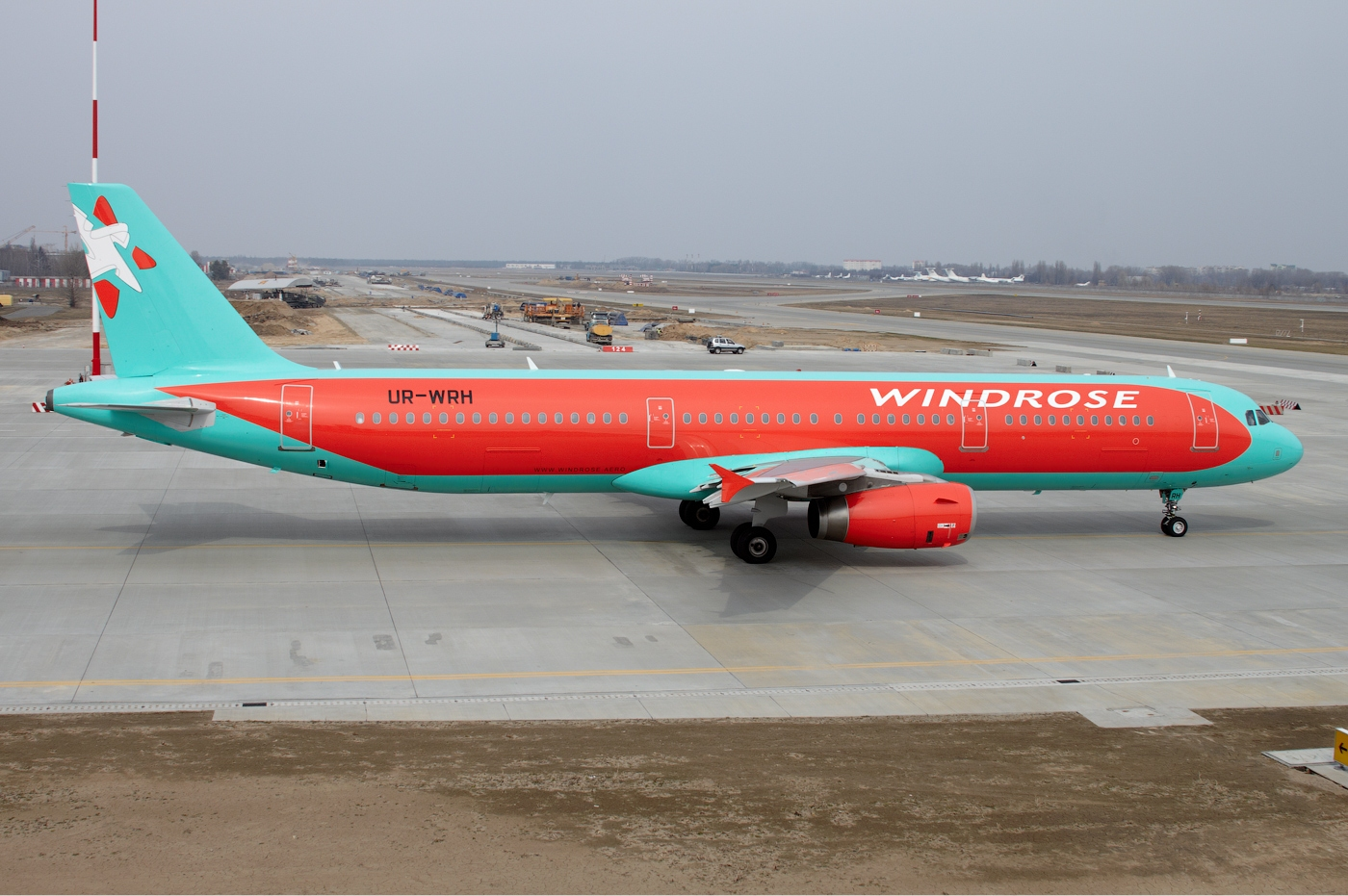
Airbus 321 (Роза Вітрів)
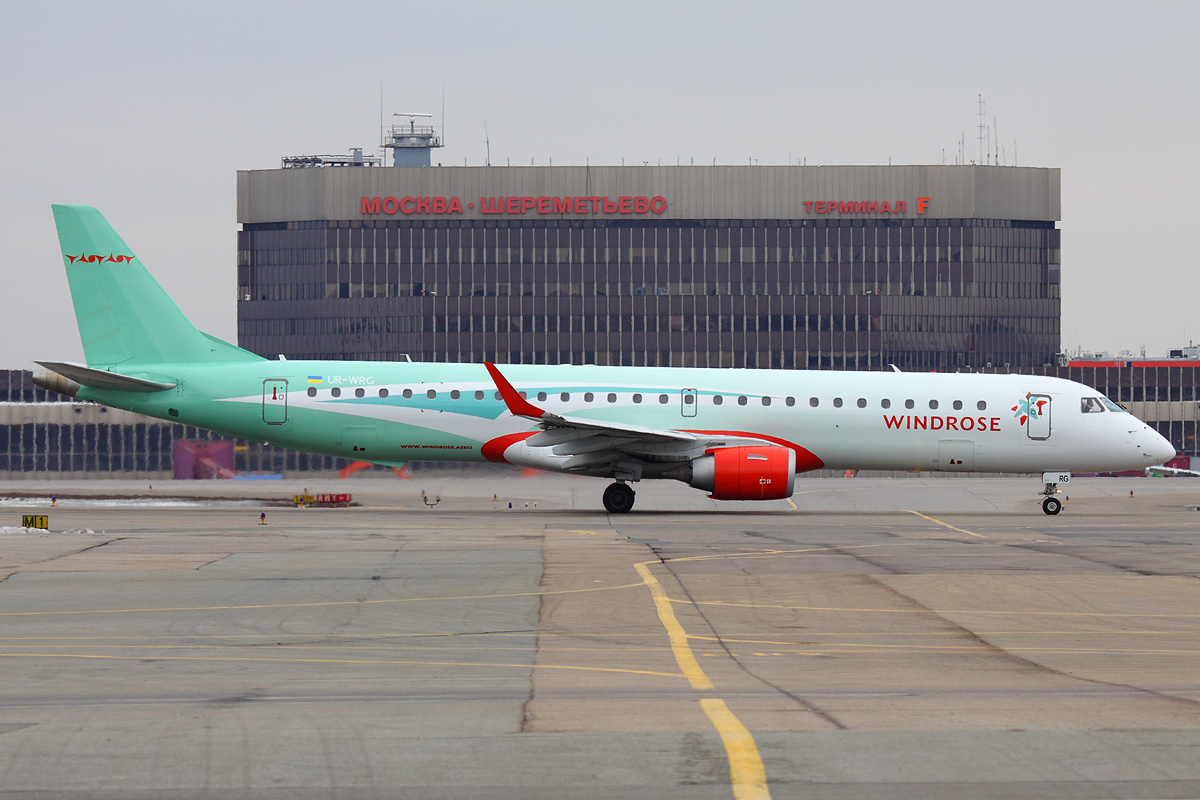
Embraer 195 (Роза Вітрів) в корпоративних кольорах
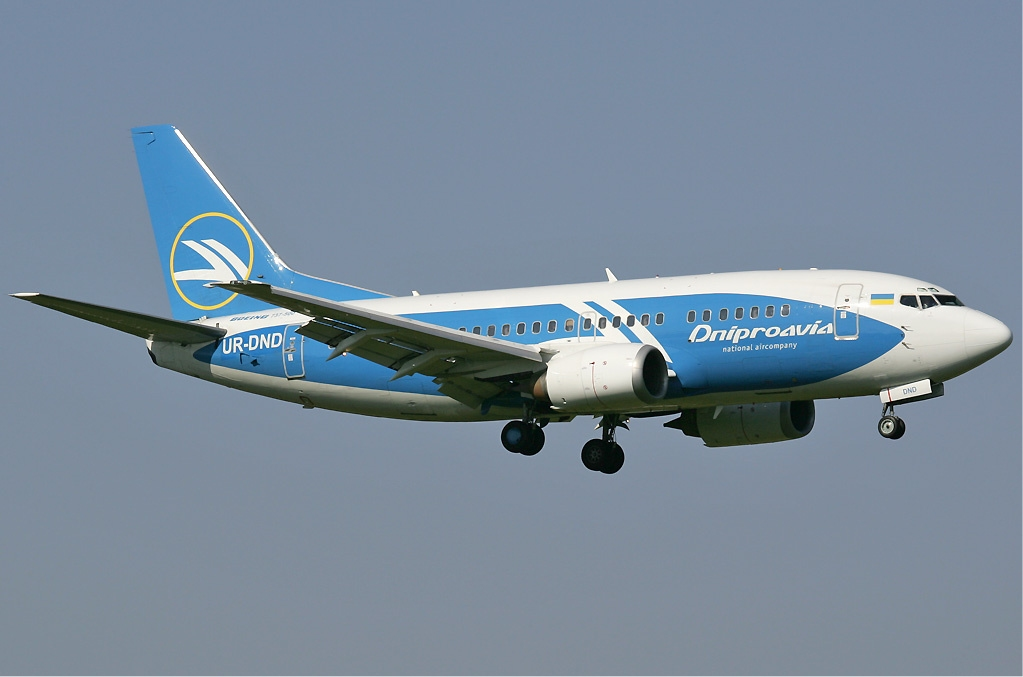
Boeing 737—500 (Дніпроавіа) в корпоративних кольорах
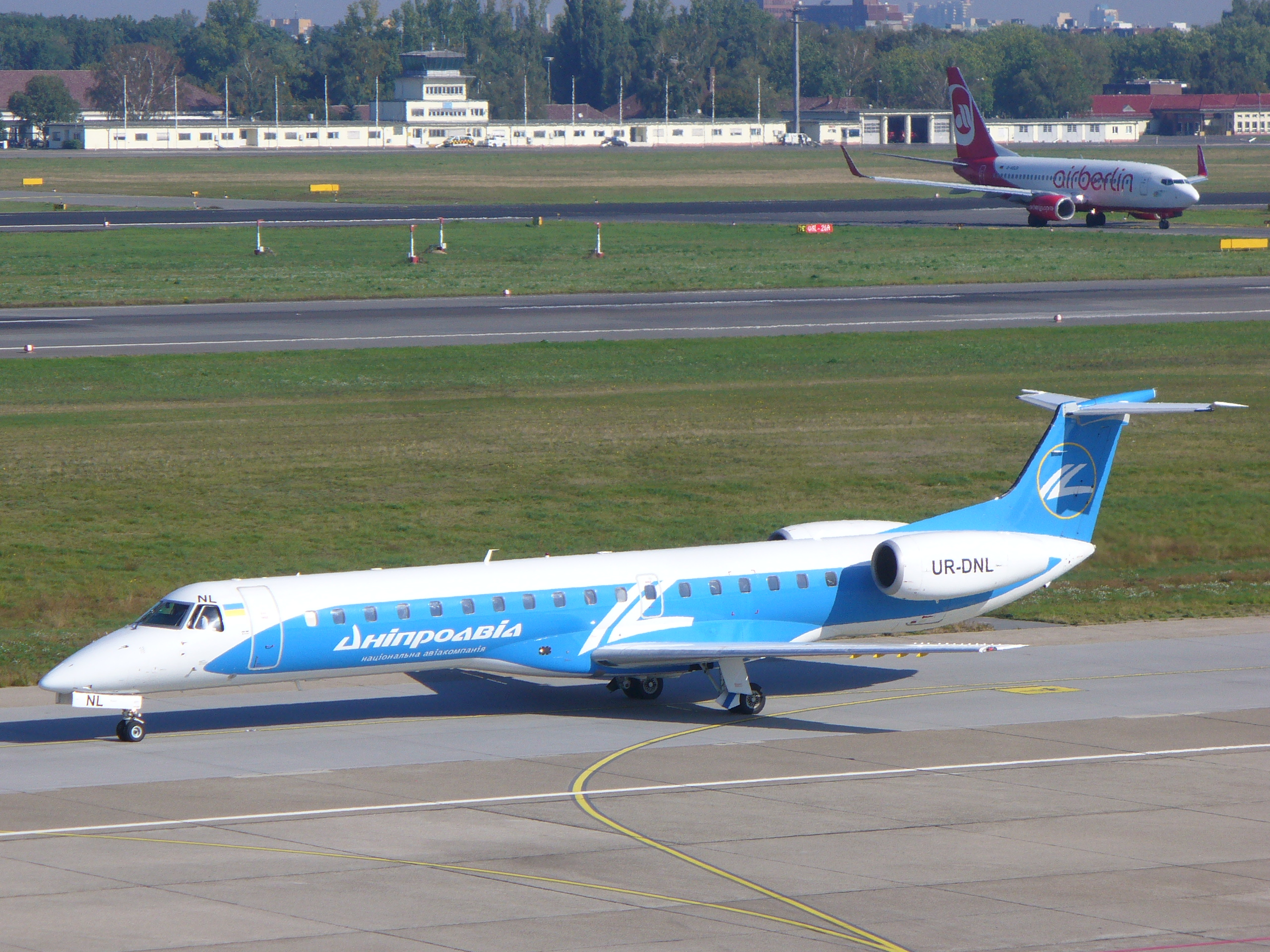
Embraer ERJ-145 (Дніпроавіа) в аеропорту Берліна
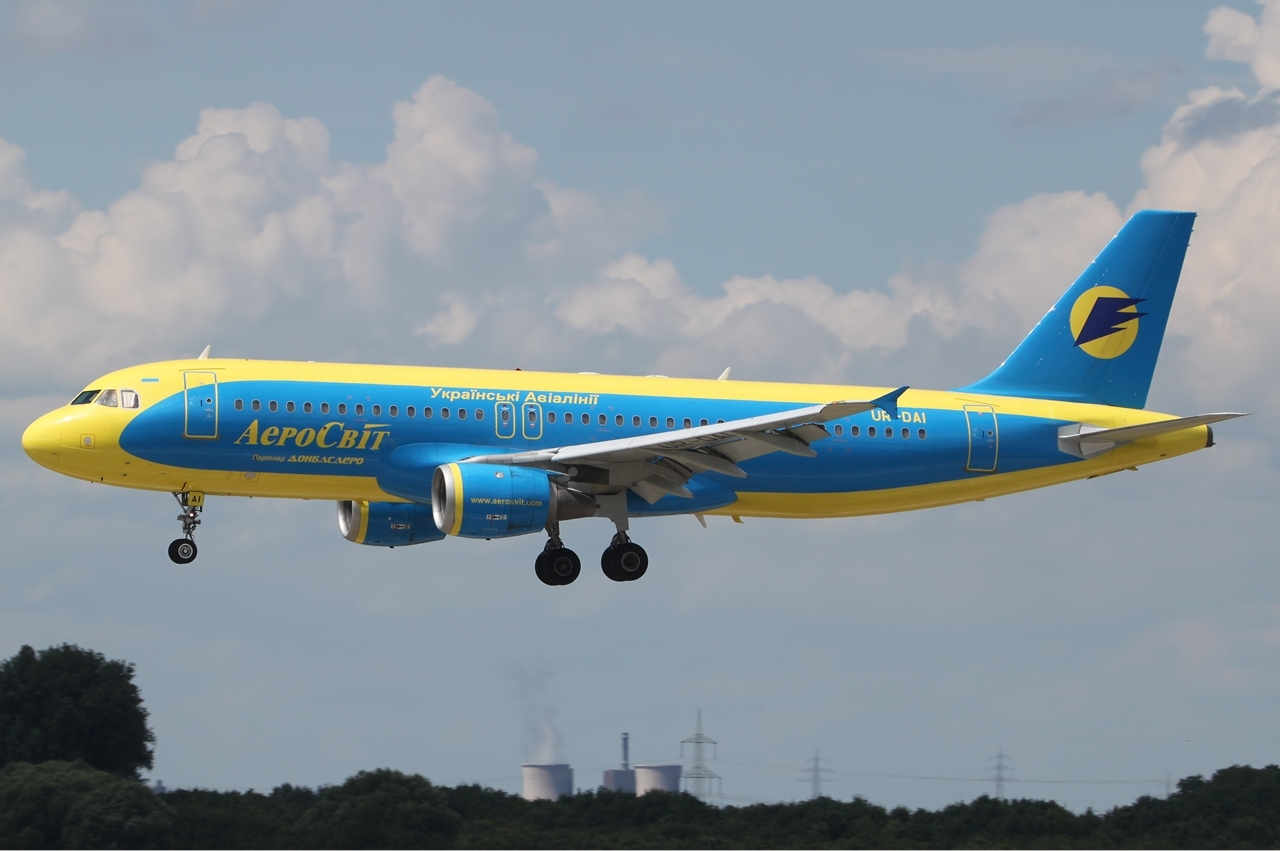
Airbus A320 (Аеросвіт)
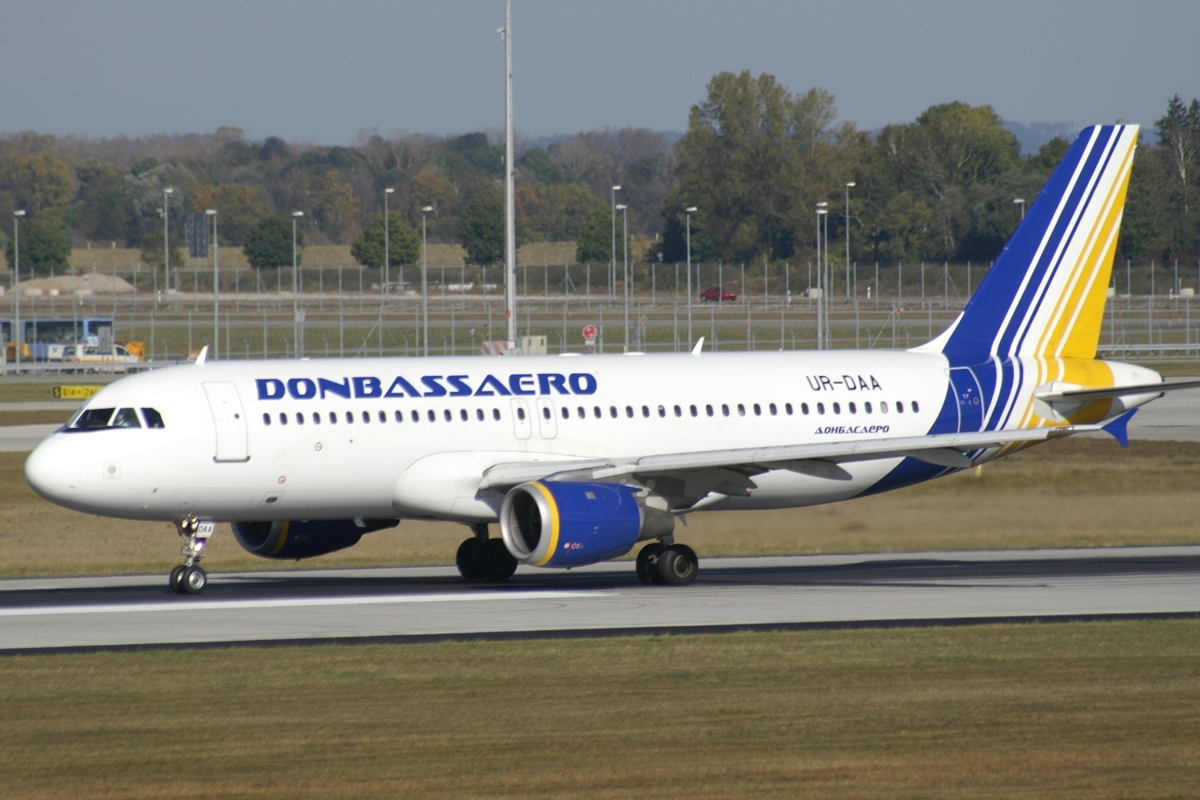
Airbus A320 Донбасаеро UR-DAA (стара ліврея) в Мюнхенському аеропорту
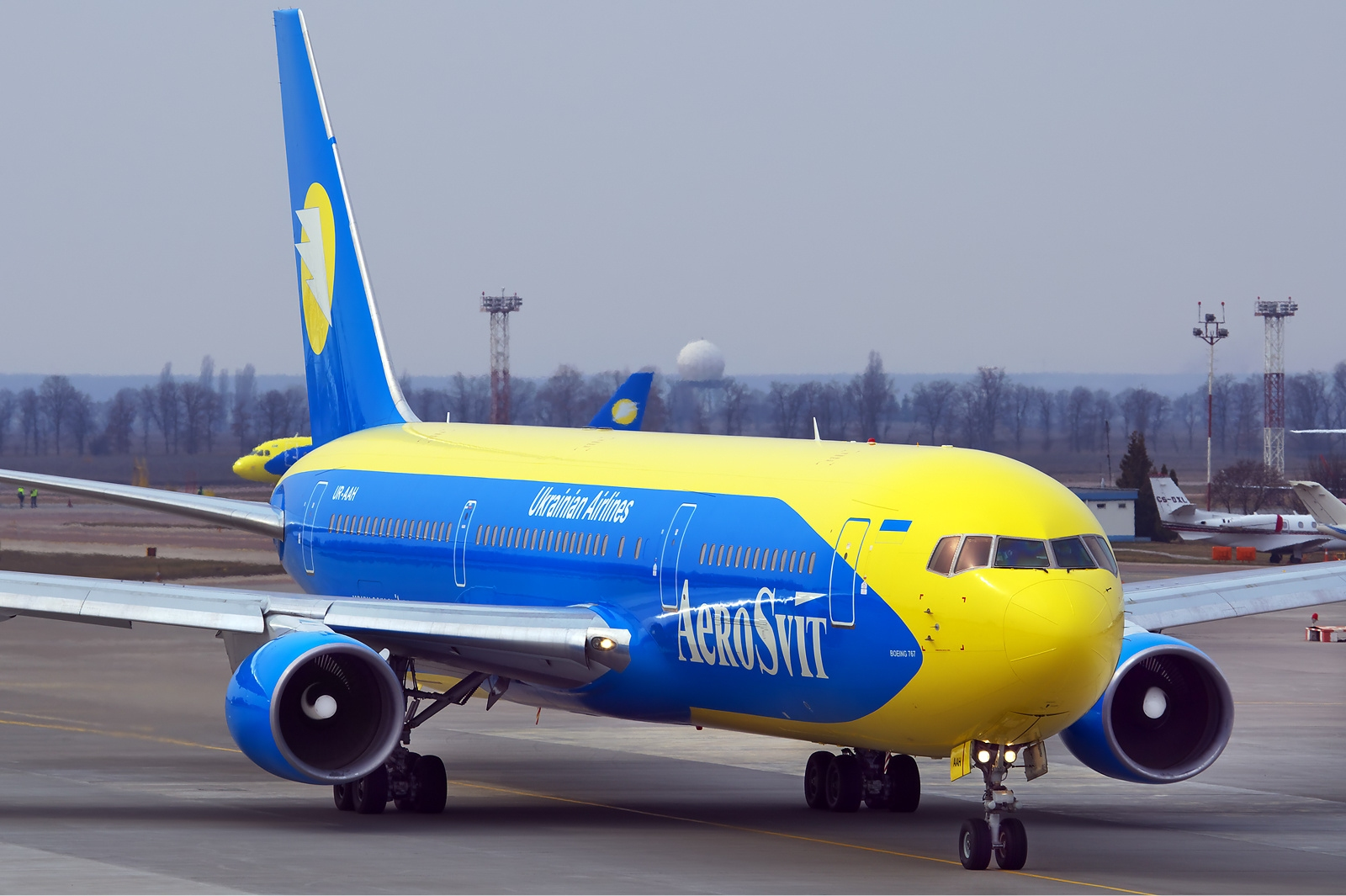
Boeing 767-300ER (Аеросвіт)